# H.C. Branner (dokumentarfilm)
H.C. Branner er en dansk dokumentarfilm fra 1945.

## Handling
H. C. Branner læser 'Om lidt er vi borte'.

## Medvirkende
- H.C. Branner